# ماء وملح (رواية )
ماء و ملح هي رواية للكاتبة الجزائرية سارة النمس، نشرت عام 2016. تتناول الرواية قضايا إنسانية واجتماعية عميقة، وتعكس الحياة في فلسطين تحت الاحتلال، من خلال قصة حب غير تقليدية بين شخصيتين رئيسيتين. لاقت الرواية إعجابًا كبيرًا بفضل أسلوبها الأدبي المميز وموضوعاتها المؤثرة التي تعكس معاناة الأفراد في ظل الاحتلال.

## ملخص الرواية
تدور أحداث رواية ماء وملح حول شخصية سلمى, وهي شابة فلسطينية تقيم في مدينة خان يونس في قطاع غزة. تتواصل سلمى مع فارس, شاب فلسطيني معتقل في سجن عسقلان الإسرائيلي، من خلال تبادل الرسائل بينهما. خلال هذه الرسائل، يشارك فارس وسلمى أحلامهما وآمالهما في حياة أفضل، بعيدًا عن الحواجز العسكرية والمستوطنات الإسرائيلية التي تعيق حياتهم. تحلم سلمى بحرية التنقل في بلدها فلسطين دون الحواجز العسكرية والمستوطنات المغتصبة التي تزرعها إسرائيل على أراضيهم. الرواية تركز على العلاقة العاطفية التي تنشأ بين الشخصيتين، كما تسلط الضوء على معاناة الفلسطينيين في ظل الاحتلال، والصعوبات اليومية التي يواجهونها.

## أسلوب الكتابة
تميزت الكاتبة سارة النمس في ماء وملح بأسلوب سردي يجمع بين السلاسة والعاطفة العميقة. استخدمت لغة بسيطة، ولكنها مؤثرة، لتنقل مشاعر الشخصيات وتصور الواقع القاسي الذي يعيشونه. من خلال تبادل الرسائل بين سلمى وفارس، استطاعت النمس أن تعكس بشكل مؤثر أحلام وآمال الفلسطينيين في الحرية والكرامة. كما استخدمت الرمزية في اختيار عنوان الرواية، حيث يعبر "ماء وملح" عن الألم والمعاناة الناتجة عن الاحتلال.

## الأفكار الرئيسية
تتناول الرواية العديد من القضايا الرئيسية مثل:
- الحواجز والمستوطنات: تروي الرواية تأثير الحواجز العسكرية والمستوطنات الإسرائيلية على حياة الفلسطينيين اليومية، وتطرح تساؤلات حول حقهم في التنقل بحرية داخل وطنهم.
- الحب في ظل الاحتلال: تقدم الرواية قصة حب تنشأ في ظروف معقدة، حيث يتم التواصل عبر الرسائل بين الشخصيات في ظل الاحتلال، مما يضيف بعدًا إنسانيًا وعاطفيًا للقصة.
- الحرية والكرامة: تعكس الرواية حلم الشخصيات بالحرية والاستقلال عن القيود التي فرضها الاحتلال الإسرائيلي.

## أثر الرواية
حققت *ماء وملح* نجاحًا كبيرًا في الأوساط الأدبية والنقدية، واعتُبرت من الأعمال الأدبية المميزة التي تروي واقع الفلسطينيين في ظل الاحتلال. لاقت الرواية إشادة لأسلوبها الأدبي المؤثر، وقدرتها على نقل معاناة الفلسطينيين بشكل عميق وواقعي. كما أضافت الرواية بصمة قوية في الأدب العربي المعاصر في تناولها لقضايا الاحتلال والحقوق الفلسطينية.